# Otto Glória
Otto Martins Glória (Rio de Janeiro, 1917. január 9. – 1986. szeptember 4.) brazil labdarúgóedző.
A portugál válogatott szövetségi kapitányaként részt vett az 1966-os labdarúgó-világbajnokságon, 1980-ban pedig Nigéria edzőjeként nyert Afrika-kupát.